# والنتین سروف
والنتین الکساندروویچ سروف (روسی: Валенти́н Алекса́ндрович Серо́в؛ ۱۹ ژانویه ۱۸۶۵ – ۵ دسامبر ۱۹۱۱) یک نقاش اهل روسیه و یکی از برترین هنرمندان پرتره در عصر خود بود.

## نگارخانه

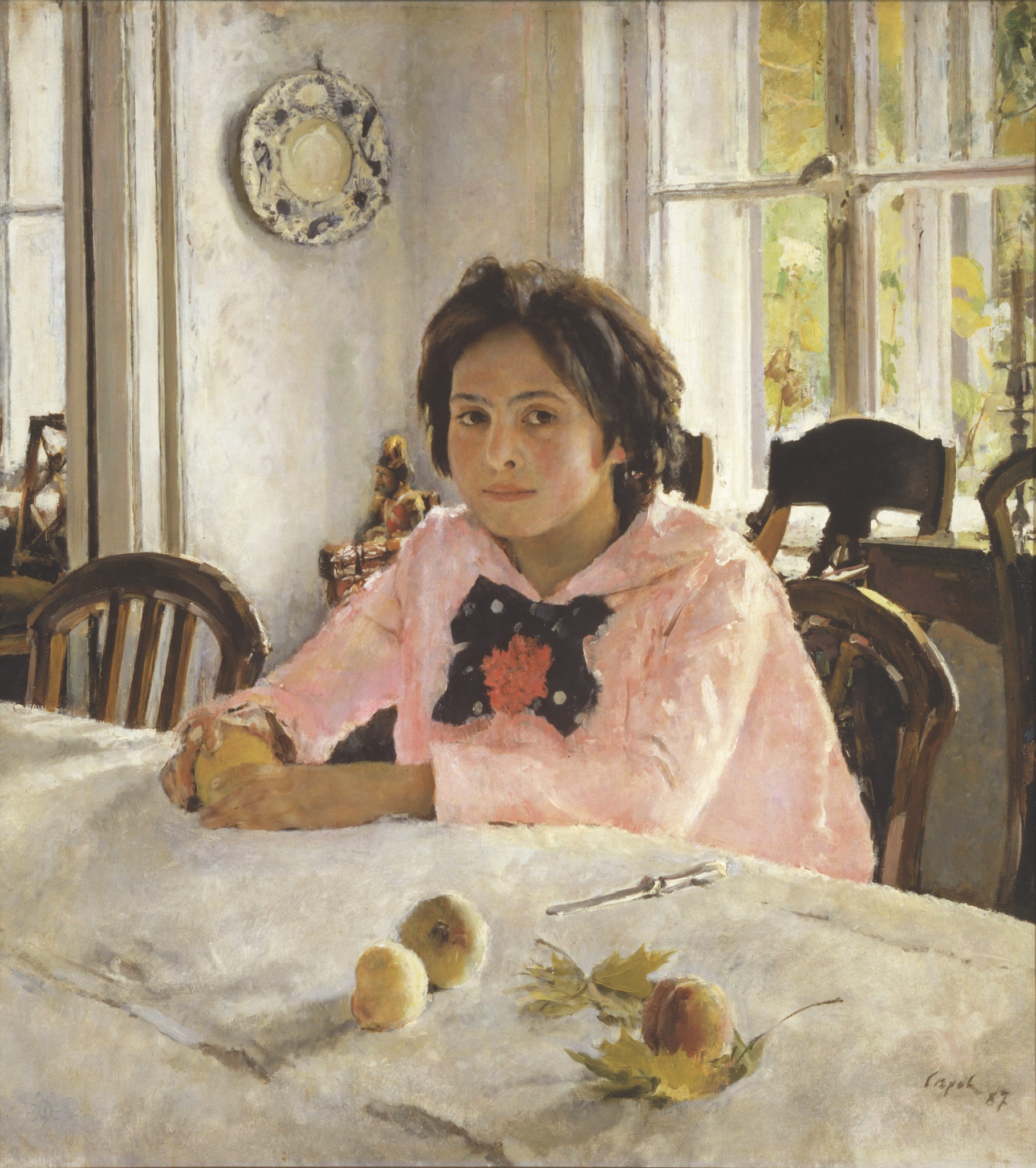
دختر و هلو (۱۸۸۷) نقاشی که در افتتاحیه امپرسیونیسم روسی بود.
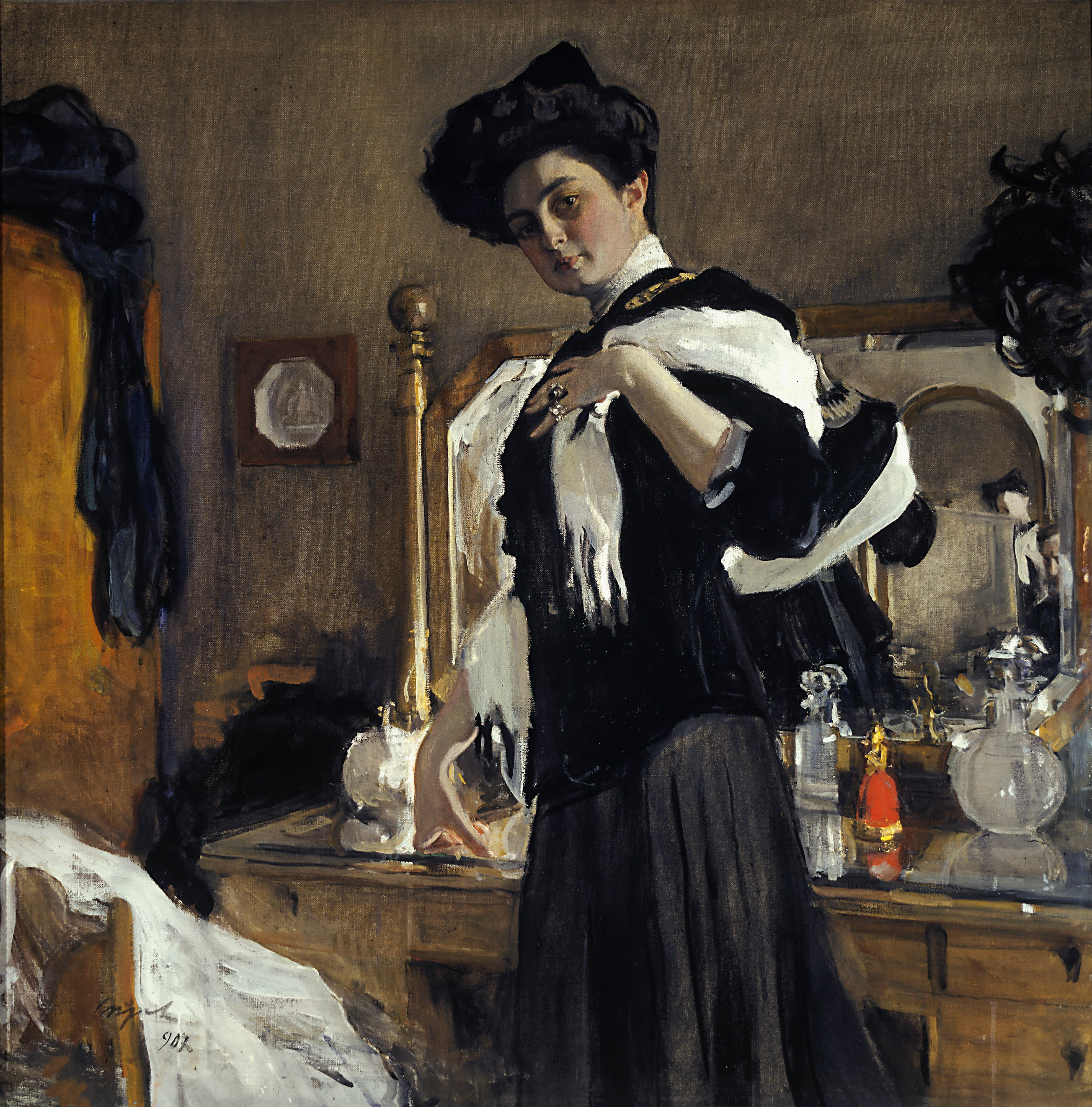
پُرترهٔ هنریتا گیرشمان ۱۹۰۷ م. نگارخانه ترتیاکوف
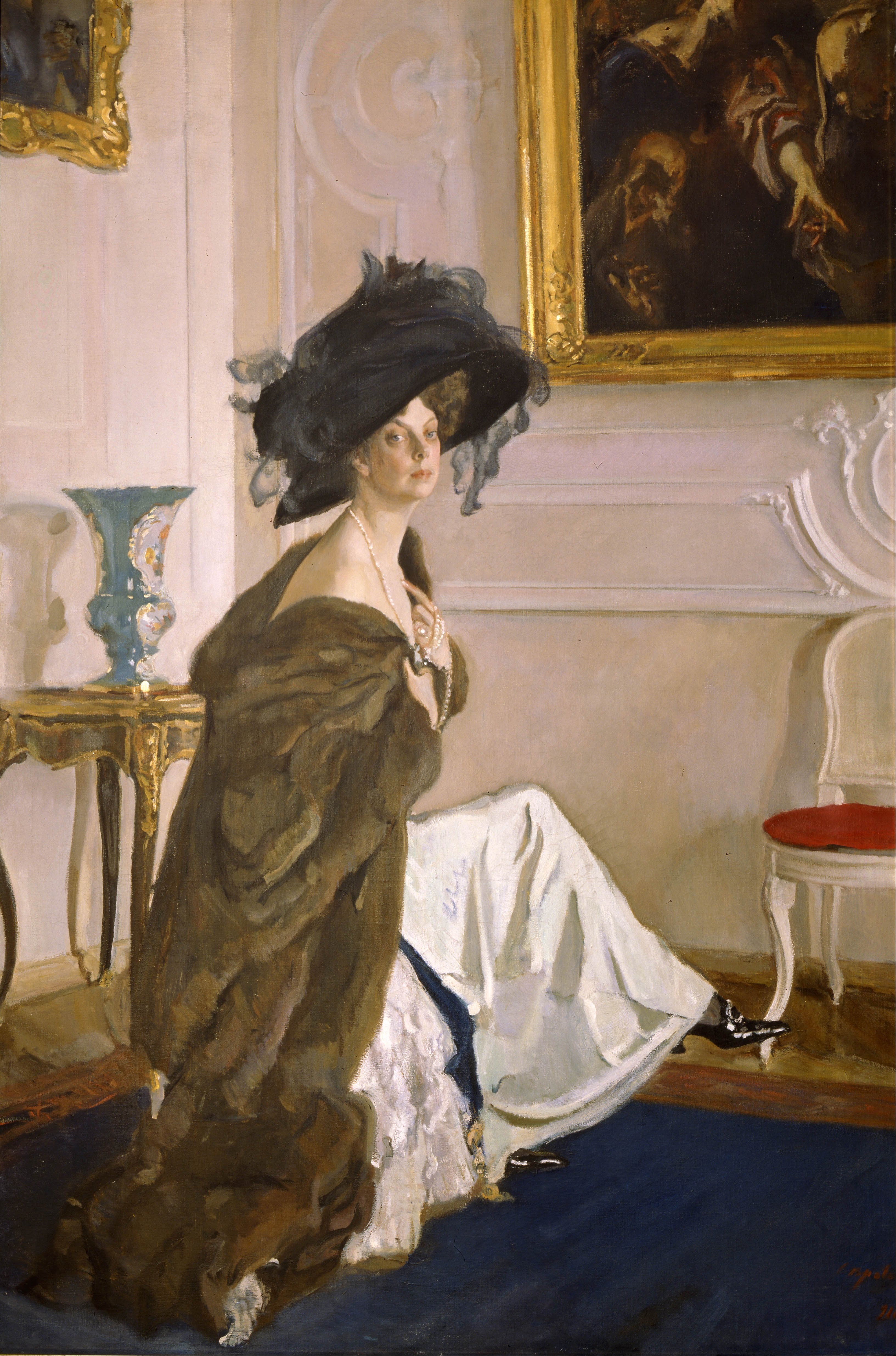
پُرترهٔ شاهزاده اولگا اُولُوا ۱۹۱۱ م. موزه دولتی روسیه
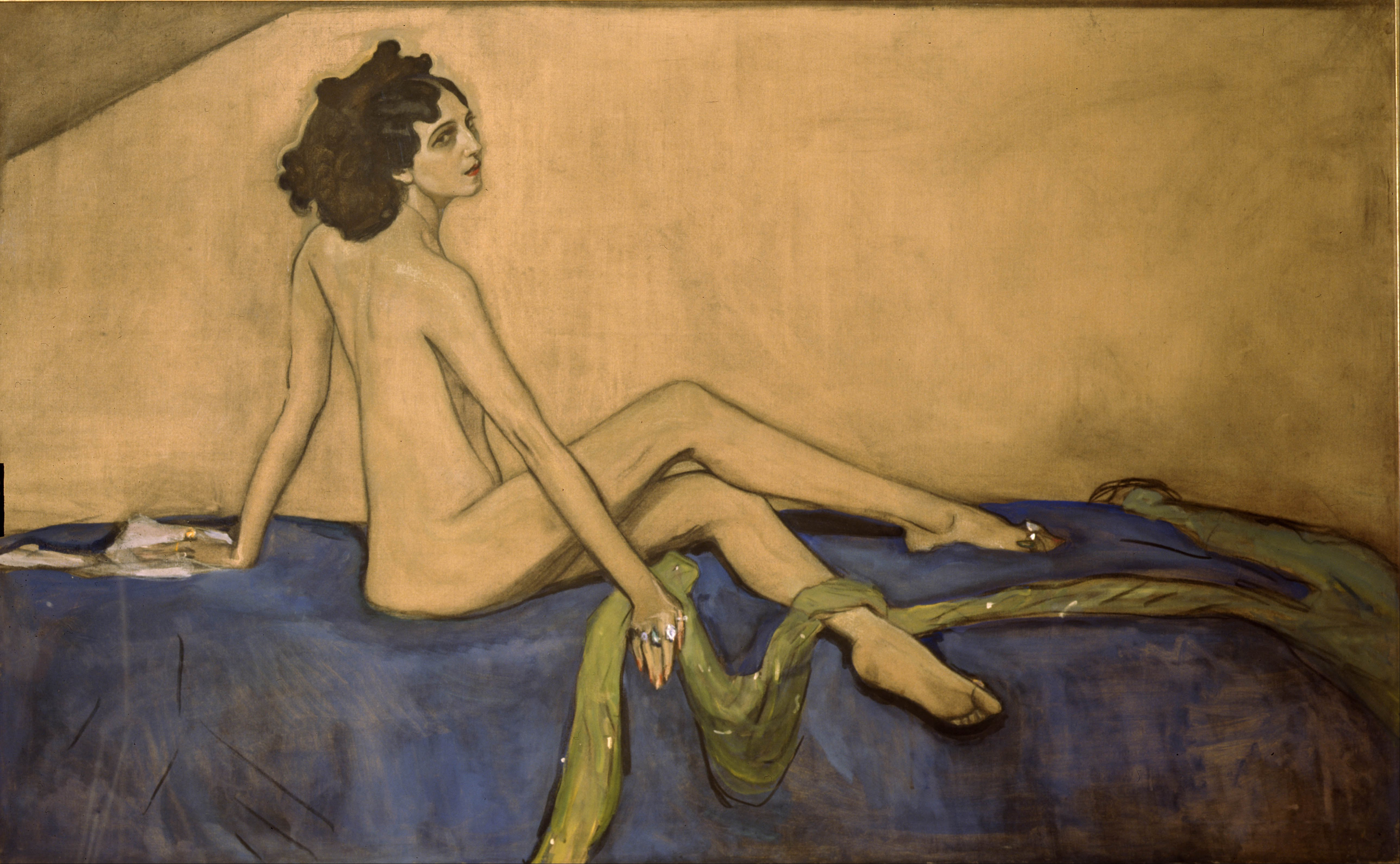
پرتره ایدا روبینشتاین ۱۹۱۰ م. موزه دولتی روسیه
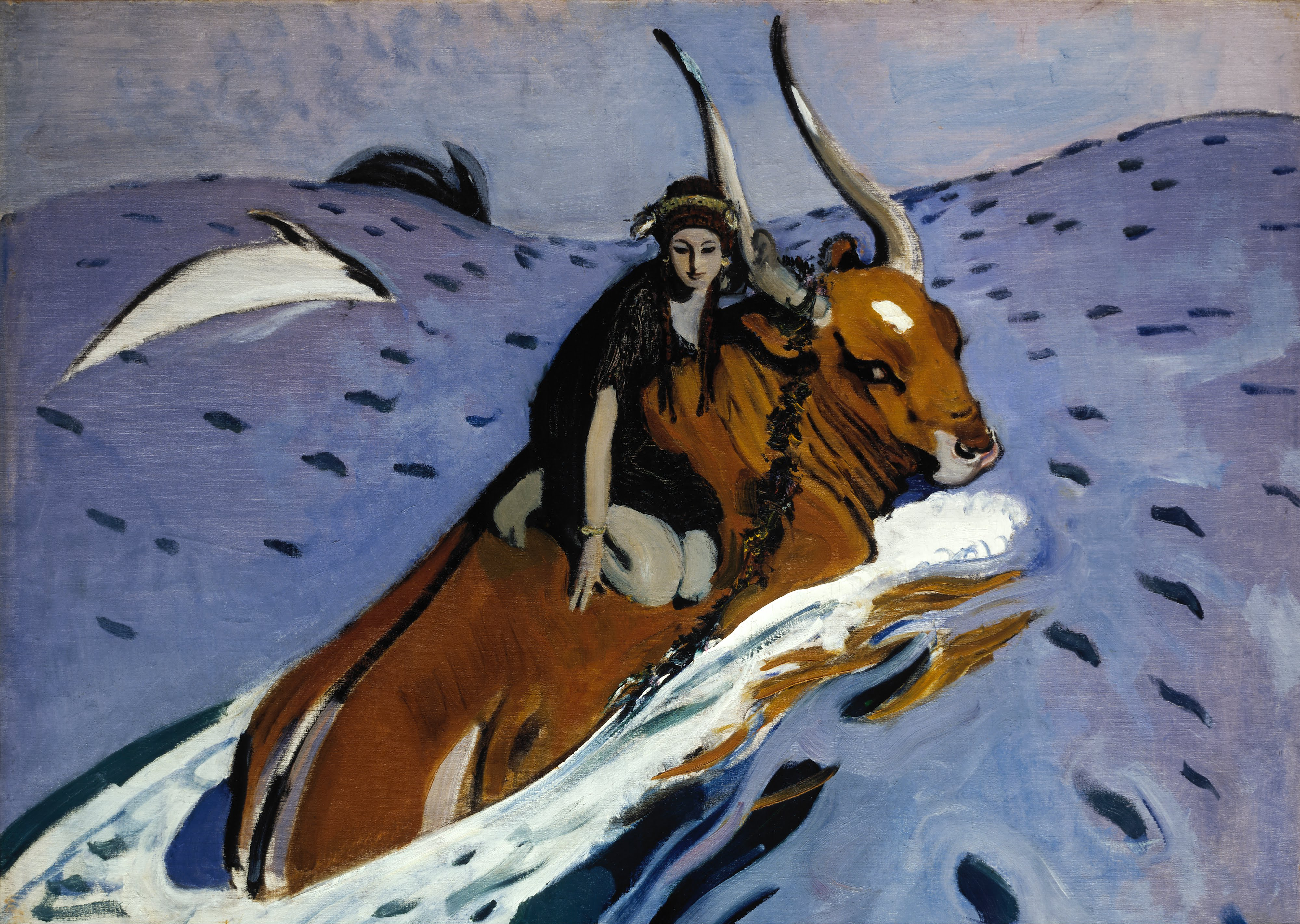
تجاوز به ائوروپه ۱۹۱۰ م. نگارخانه ترتیاکوف
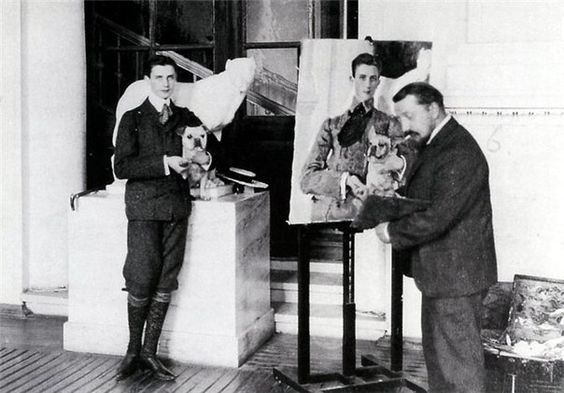
نقاشی سروف فلیکس یوسف‌اف ۱۹۰۳